# Il sole tramonta a mezzanotte
Il sole tramonta a mezzanotte è un film storico del 2009, diretto da Christian Canderan e basato sui fatti realmente accaduti narrati nel romanzo E io sono tuo figlio Gianni di Fabio Garzitto.

## Trama
Il film narra la drammatica storia di Gianni Missana, un ragazzo impiccato dai nazisti che occupavano il paese di Pinzano al Tagliamento nel 1944. Gianni era stato accusato di aver aiutato i partigiani come staffetta, in cambio di un pacchetto di sigarette. Il ragazzo viene torturato più volte, insieme ad altri suoi 3 coetanei. Tuttavia i ragazzi non cedono, non rivelando alcuna informazione. Tutti e tre vengono condannati a morte, e quindi giustiziati nelle piazze dei loro rispettivi paesi.
Il film inizia con la morte di Gianni, e subito dopo abbiamo una serie di flashback che raccontano tutta la sua storia, e termina con il Nonno, interpretato da Franco Ferrante, che raggiunge il corpo privo di vita di Gianni, ancora appeso alla corda sulla quale era stato impiccato, per chiedergli perdono, in quanto era stato lui a raccomandarlo ai partigiani come staffetta.

## Produzione
Il film è stato prodotto da Sunfilms nel 2009, dopo aver acquistato i diritti da Fabio Garzitto, autore del romanzo da cui è tratto il film. Il film è stato prodotto con il sostegno della Regione Autonoma Friuli-Venezia Giulia e della Comunità Montana del Friuli Occidentale, nonché di numerose associazioni locali. Per la sua realizzazione, sono stati scelti come comparse numerosi abitanti dei luoghi dove si svolsero i fatti, e quindi attori non professionisti.

### Riprese
Sebbene il film sia ambientato nel paese friulano di Pinzano al Tagliamento, le riprese sono state effettuate, tra il 2008 e il 2009, anche a Erto e Casso, Spilimbergo, Clauzetto e Travesio.

## Riconoscimenti
Si è classificato al secondo posto al festival internazionale di Medea Un film per la pace.